# Wrótka za Zębem
Wrótka za Zębem (słow. Vrátka za Ľadovým zubom) – wąska przełęcz w Kapałkowej Grani w słowackiej części Tatr Wysokich. Znajduje się mniej więcej w połowie zachodniej grani Pośredniej Kapałkowej Turni i oddziela Kapałkowy Słup na wschodzie od Kapałkowego Zęba na zachodzie.
Północne stoki Wrótek za Zębem i sąsiednich obiektów opadają do Kapałkowego Koryciska, odgałęzienia Doliny Śnieżnej, południowe – do Doliny Suchej Jaworowej. Przełęcz jest wyłączona z ruchu turystycznego, natomiast dla taterników dostępna jest za pomocą długiego żlebu od strony Doliny Suchej Jaworowej lub urwistej rynny z Doliny Śnieżnej.
Pierwsze wejścia:
- letnie – Gyula Komarnicki i Roman Komarnicki, 2 sierpnia 1909 r., przy przejściu granią,
- zimowe – Čestmír Harníček, Arno Puškáš, Karel Skřipský i Jozef Velička, 26 marca 1953 r., przy przejściu granią[2].